# Caparica
Caparica è una ex freguesia del Portogallo e una frazione del comune di Almada, con un'estensione di 10,71 km2 e 20.454 abitanti (2011).

## Geografia fisica
La città di Caparica confina a nord con il fiume Tago, a ovest con la città di Trafaria e con quella di Costa de Caparica, a est con Pragal, mentre a sud la frontiera è con le freguesias di Sobreda e di Charneca de Caparica. Non dev'essere confusa con la vicina Costa de Caparica, sulle rive dell'Oceano Atlantico.
Caparica non possiede sbocchi sul mare ed il suo litorale è bagnato esclusivamente dal fiume Tago.

## Origini del nome
La parola Caparica sembra derivi dal latino cappar, cappari o capparis che, a sua volta, trae origine dal greco kapparis che significa cappero. Caparica, pertanto, è un luogo ove sono presenti capperi (alcaparras in lingua portoghese).
Secondo gli studiosi, dato che nel comune sono numerosi i termini di origine latina, sembra che anche Caparica condivida questa origine. Tuttavia non si può escludere una origine araba, a partire dal termine al-kabbara que, comunque, deriva sempre dall'originale latino.

## Storia
Le sue origini risalgono all'occupazione romana, dato che la strada che congiungeva Mérida (Spagna) con Lisbona (attraverso Porto Brandão) passava per Caparica.
Della dominazione araba esistono ancora 30 cisterne in località Murfacém, il cui nome deriva dalla parola berbera moha-cem che significa "barbiere" o "figlio del barbiere". Allo stesso periodo appartiene il porto di Banática, il cui nome deriva dall'arabo ben ataija che significa "Passo del principe".
Con una bolla di papa Sisto V, nel 1472, Caparica viene elevata al rango di freguesia, trent'anni dopo la costruzione della Cappella di Santa Maria. Grazie alla bolla papale furono eseguite opere per trasformarla in chiesa che fu consacrata il 24 maggio del 1482. Nel 1480 il re D.João II fece erigere una torre detta "Torre di S.Sebastião di Caparica", edifício che venne utilizzato come lazzareto.
Il terremoto del 1755 provocò gravi danni nella freguesia, al punto che la chiesa venne abbandonata e ricostruita solo nel 1898.
La freguesia venne elevata al rango di città (vila) il 27 settembre del 1985 con la nuova denominazione di Monte di Caparica (in realtà il nome di una località appartenente alla freguesia), in opposizione alla vicina Costa de Caparica.

## Monumenti e luoghi d'interesse
- Convento dos Capuchos;
- Igreia de Nossa Senhora do Monte de Caparica;
- Cappela da Nossa Senhora do Bom Sucesso;
- Fortaleza do Porto Brandão;
- Casa de Bulhão Pato;
- Forte de São Sebastião da Caparica;
- Fortaleza da Torre Velha o Torre Velha;
- Cappela de São Tomás de Aquino o Ermida de São Tomás de Aquino.

## Società

### Evoluzione demografica
| Indicatore | 1991   | 2001   | Variazione % |
| ---------- | ------ | ------ | ------------ |
| Residenti  | 17.090 | 20.005 | 17,1         |
| Famiglie   | 5.102  | 7.069  | 38,6         |
| Alloggi    | 6.194  | 9.920  | 60,2         |
| Edifici    | 2.888  | 3.142  | 8,8          |

## Economia
- Servizi;
- Costruzioni civili;
- Industria petrolifera;
- Agricoltura;
- Formazione (è sede del campus dell'Università Nuova di Lisbona).

## Feste
- Festa popolare di Monte de Caparica (ultima settimana di luglio e prima settimana di agosto).

## Località
Fanno parte della città di Caparica le seguenti località:
- Vila Nova de Caparica;
- Capuchos;
- Funchalinho;
- Areeiro;
- Granja;
- Fómega;
- Alcaniça;
- Raposo;
- Pêra;
- Monte da Caparica;
- Torre;
- Fonte Santa;
- Serrado;
- Pilotos;
- Costas de Cão;
- Banática;
- Porto Brandão;
- Lazarim.

### Porto Brandão
Porto Brandão è un'importante stazione fluviale che permette l'attraversamento del fiume Tago in direzione Lisbona, località Belém.
Da sottolineare anche il suo ruolo economico (qui attraccano numerosi navi adibite al trasporto di merci) e gastronomico, con numerosi ristoranti i cui menù sono basati sui prodotti ittici.
Per quanto riguarda l'origine del toponimo poco si conosce. Chiamata dai romani Equabona, la denominazione attuale sarebbe sorta fra il 1472 ed il 1519 e deriverebbe dal nome di una famiglia locale (i Brandão) proprietaria di una tenuta.